# Flora (Oregón)
Flora es un área no incorporada ubicada en el condado de Wallowa en el estado estadounidense de Oregón. Flora se encuentra ubicada a 35 millas al norte de Enterprise.

## Geografía
Flora se encuentra ubicada en las coordenadas 45°53′59.3″N 117°18′34.59″O / 45.899806, -117.3096083.